# Пустошкин (хутор)
Пусто́шкин — хутор в Багаевском районе Ростовской области. Входит в состав Манычского сельского поселения.

## Этимология
Хутор называется по основателю — донскому казаку Пустошкину.

## География
Расположен юго-западнее районного центра — станицы Багаевской, на расстоянии около 30 км (по дорогам) от неё. Расстояние до Дона — 5 км.

## История
В 1999 году в состав хутора включен хутор Резников.

## Население
| 1989 | 2002 | 2010 |
| ---- | ---- | ---- |
| 77   | ↗269 | ↘240 |

## Улицы
На хуторе имеются две улицы: переулок Степной и улица Ленина.

## Достопримечательности
На улице Ленина установлен памятник воинам Великой Отечественной войны.

## Археология
Территория Ростовской области была заселена ещё в эпоху неолита. Люди, живущие на древних стоянках и поселениях у рек, занимались в основном собирательством и рыболовством. Степь для скотоводов всех времён была бескрайним пастбищем для домашнего рогатого скота. От тех времен осталось множество курганов с захоронениями жителей этих мест. Курганы и курганные группы находятся на государственной охране.
Поблизости от территории хутора Пустошин Багаевского района расположено несколько достопримечательностей — памятников археологии. Они охраняются в соответствии с Федеральным законом от 25.06.2002 N 73-ФЗ «Об объектах культурного наследия (памятниках истории и культуры) народов Российской Федерации», Областным законом от 22.10.2004 N 178-ЗС «Об объектах культурного наследия (памятниках истории и культуры) в Ростовской области», Постановлением Главы администрации РО от 21.02.97 N 51 о принятии на государственную охрану памятников истории и культуры Ростовской области и мерах по их охране и др.
- Группа из шести курганов «Воровской», находится на расстоянии около 3500 метров южнее хутора Пустошкина.
- Группа из 18 курганов «Пустошкин-II», находится на расстоянии около 2000 метров севернее хутора Пустошкина.
- Группа из трёх курганов «Пустошкин-III», находится на расстоянии около 1750 метров юго-западнее хутора Пустошкина[4].